# دنيس إس. تشارني
دنيس إس. تشارني (بالإنجليزية: Dennis S. Charney)‏ هو أكاديمي أمريكي، ولد في 31 مارس 1951.